# Taylor & Francis
Pour les articles homonymes, voir Francis.
Taylor & Francis Group est une maison d'édition internationale originaire du Royaume-Uni et éditant des publications et livres académiques et scientifiques. À la suite d'une fusion en 2004 avec Informa, elle est devenue depuis la branche édition de ce groupe.
Taylor & Francis publie plus de mille revues, environ mille huit cents livres chaque année et possède un catalogue dépassant les vingt mille titres. Le groupe possède des bureaux au Royaume-Uni, à New York, Philadelphie, Singapour et Sydney.

## Histoire
Richard Taylor fonde sa maison d'édition en 1798 et la société Taylor & Francis est lancée en 1852 quand William Francis le rejoint. Les domaines couverts étaient entre autres l'agriculture, la chimie, l'éducation, l'ingénierie, la géographie, le droit, les mathématiques, la médecine et les sciences sociales.
Après l'acquisition de Routledge en 1997, Taylor & Francis Group a acquis de nombreuses petites et moyennes maisons d'édition.
Parmi les autres sociétés du groupe : CRC Press et Marcel Dekker.
En 2004, elle fusionne avec le groupe suisse Informa.

## Principales revues
- Cryptologia (depuis janvier 2006)
- Écoscience (depuis 2015)
- Journal of Natural History
- Labor History (en) (depuis 1959)
- Patterns of Prejudice (en)
- Philosophical Magazine (depuis 1798)
- Gender & Development
- Gender and Education

## Sources
- (en) Cet article est partiellement ou en totalité issu de l’article de Wikipédia en anglais intitulé « Taylor & Francis » (voir la liste des auteurs).